# Collegio Papio
Das Collegio Papio (eigentlich Collegio di Santa Maria della Misericordia) ist eine römisch-katholische Mittelschule in Ascona, Kanton Tessin, Schweiz.

## Geschichte
Auf Initiative von Karl Borromäus wurde es 1585 im Stil der Renaissance nach einem Projekt des aus dem Valsolda stammenden Tibaldo Pellegrino gebaut. Das Geld dazu stammte vom Asconeser Bartolomeo Papio (1526–1580), der im Dienste der Orsini in Rom reich geworden war. Er gab seinen Palazzo in Ascona auf, um der Heimatgemeinde seinen ganzen Besitz für den Bau eines Jesuitenkollegs zur Verfügung zu stellen.
Das Gebäude wurde neben der Kirche Santa Maria della Misericordia errichtet, die zu einem Dominikanerkloster gehörte, und diente als Priesterseminar und Kollegium. Sehenswert sind der Renaissancehof und ein Flachrelief von 1602 am Nordeingang.
1852 wurde das Kloster säkularisiert, 1885 dem Apostolischen Administrator im nachmaligen Bistum Lugano unterstellt und von verschiedenen religiösen Orden geführt: 1894 bis 1910 von den Salesianern Don Boscos, 1910 bis 1917 von den Assumptionisten und 1924 bis 1964 von den durch Aurelio Bacciarini berufenen Benediktinern des Klosters Einsiedeln. Danach wurde das Kollegium durch Angelo Jelmini der Führung durch den Diözesanklerus anvertraut.
Als Rektoren des Kollegiums wirkten unter anderem die nachmaligen Bischöfe Amédée Grab und Pier Giacomo Grampa.